# 4741 Leskov
4741 Leskov eller 1985 VP3 är en asteroid i huvudbältet som upptäcktes den 10 november 1985 av den rysk-sovjetiska astronomen Ljudmila Karatjkina vid Krims astrofysiska observatorium på Krim. Den är uppkallad efter den ryske författaren Nikolaj Leskov.
Asteroiden har en diameter på ungefär 17 kilometer och tillhör asteroidgruppen Themis.